# Ikonnikovia
Ikonnikovia is een geslacht van rechtvleugeligen uit de familie veldsprinkhanen (Acrididae). De wetenschappelijke naam van dit geslacht is voor het eerst geldig gepubliceerd in 1935 door Bey-Bienko.

## Soorten
Het geslacht Ikonnikovia  is monotypisch en omvat slechts de volgende soort:
- Ikonnikovia philippina (Bey-Bienko, 1935)